# أنجليكا جافالدون
أنجليكا جافالدون (بالإسبانية: Angélica Gavaldón)‏ مواليد 3 أكتوبر 1973 في إل سنترو، الولايات المتحدة، هي لاعبة كرة مضرب مكسيكية. أعلى تصنيف لها في الفردي كان المركز الـ 34 في سنة 1996. شاركت في دورة الألعاب الأولمبية الصيفية.

## روابط خارجية
- أنجليكا جافالدون على موقع رابطة محترفات التنس (الإنجليزية)
- أنجليكا جافالدون على موقع الاتحاد الدولي لكرة المضرب (الإنجليزية)
- أنجليكا جافالدون على موقع كأس بيلي جين كينغ (الإنجليزية)
- أنجليكا جافالدون على موقع خلاصة التنس.كوم (الإنجليزية)
- أنجليكا جافالدون على موقع أوليمبيديا (الإنجليزية)